# آنا یامادا
آنا یامادا (انگلیسی: Anna Yamada؛ زادهٔ ۸ ژانویهٔ ۲۰۰۱) بازیگر اهل ژاپن است. وی از سال ۲۰۱۱ میلادی تاکنون مشغول فعالیت بوده‌است.